# Gnamptogenys hyalina
Gnamptogenys hyalina é uma espécie de formiga do gênero Gnamptogenys.